# Froideville (Vincent-Froideville)
Froideville è un ex comune francese di 77 abitanti ora frazione del comune di Vincent-Froideville situato nel dipartimento del Giura nella regione della Borgogna-Franca Contea.

## Società

### Evoluzione demografica
Abitanti censiti